# Кристоф I фон Фюрстенберг
Кристоф I фон Фюрстенберг (на немски: Christoph I von Fürstenberg; * 24 август 1534; † 17 август 1559, Хайлигенберг, над Боденското езеро) е граф на Фюрстенберг-Кинцигтал.

## Произход и смърт
Той е шестият син на Фридрих III фон Фюрстенберг (* 19 юли 1496, Волфах; † 8 март 1559) и съпругата му графиня Анна фон Верденберг-Хайлигенберг (ок. 1510 – 1554), наследничка на Хайлигенберг и др., дъщеря на граф Кристоф фон Верденберг-Хайлигенберг (1480 – 1534) и Елеонора Гонзага (1488 – 1512), дъщеря на граф Джанфранческо Гонзага от Сабионета (1446 – 1496). По-големите му братя са Кристоф (1519 – 1532), Егон (1522 – 1563) и Волфганг (1520 – 1544), който е убит при Керизола през 1544 г. Другите по-големи братя умират млади. По-малките му братя са Хайнрих X (1536 – 1596), граф на Фюрстенберг, и Йоахим (1538 – 1598), граф на Фюрстенберг-Хайлигенберг.
Граф Кристоф I фон Фюрстенберг умира на 17 август 1559 г. в Хайлигенберг на 24 години и е погребан в църквата в Бетенбрун, днес в Хайлигенберг, гробното място на графовете фон Верденберг-Хайлигенберг.

## Фамилия
Кристоф I фон Фюрстенберг се жени на 2 или 6 януари 1556 г. в Тетнанг за графиня Барбара фон Монфор-Тетнанг († 2 декември 1592), дъщеря на граф Хуго XVI (XIV) фон Монфор-Ротенфелс-Васербург († 21 ноември 1564) и съпругата му Мария Магдалена фон Шварценберг (* март 1510; † 1543). Те имат две деца:
- Албрехт I (* 15 март 1557; † 13 септември 1599, Прага), граф на Фюрстенберг, Кинцигтал, Мьоринген и Блумберг, женен на 31 август 1578 г. в Прага за Елизабет фон Пернщайн (* 6 ноември 1557; † 31 август 1610)
- Лудмила Дионисия (* 9 октомври 1559, Прага; † млада сл. 1559)

Вдовицата му Барбара фон Монфор-Тетнанг се омъжва втори път през 1564 г. за фрайхер Георг фон Фрундсберг-Минделхайм (* 1533; † 1 ноември 1586).